# Estación de Pino Suárez
Pino Suárez es una estación de trenes que se encuentra en Salto de Agua, Chiapas.

## Historia
La estación se edificó sobre la línea Coatzacoalcos-Mérida. Fue construida por el Ferrocarril del Sureste mediante un Acuerdo Presidencial en julio de 1934, esto a través de los Ferrocarriles Nacionales de México. Los trabajos de construcción se iniciaron a fines de 1935 utilizando la línea localizada a partir de Sarabia, sobre el Ferrocarril de Tehuantepec. Al terminarse el estudio general de la ruta, se abandonó el entronque de Sarabia adoptándose el Puerto de Coatzacoalcos como terminal occidental del Ferrocarril del Sureste.